# Convertidor metalúrgico

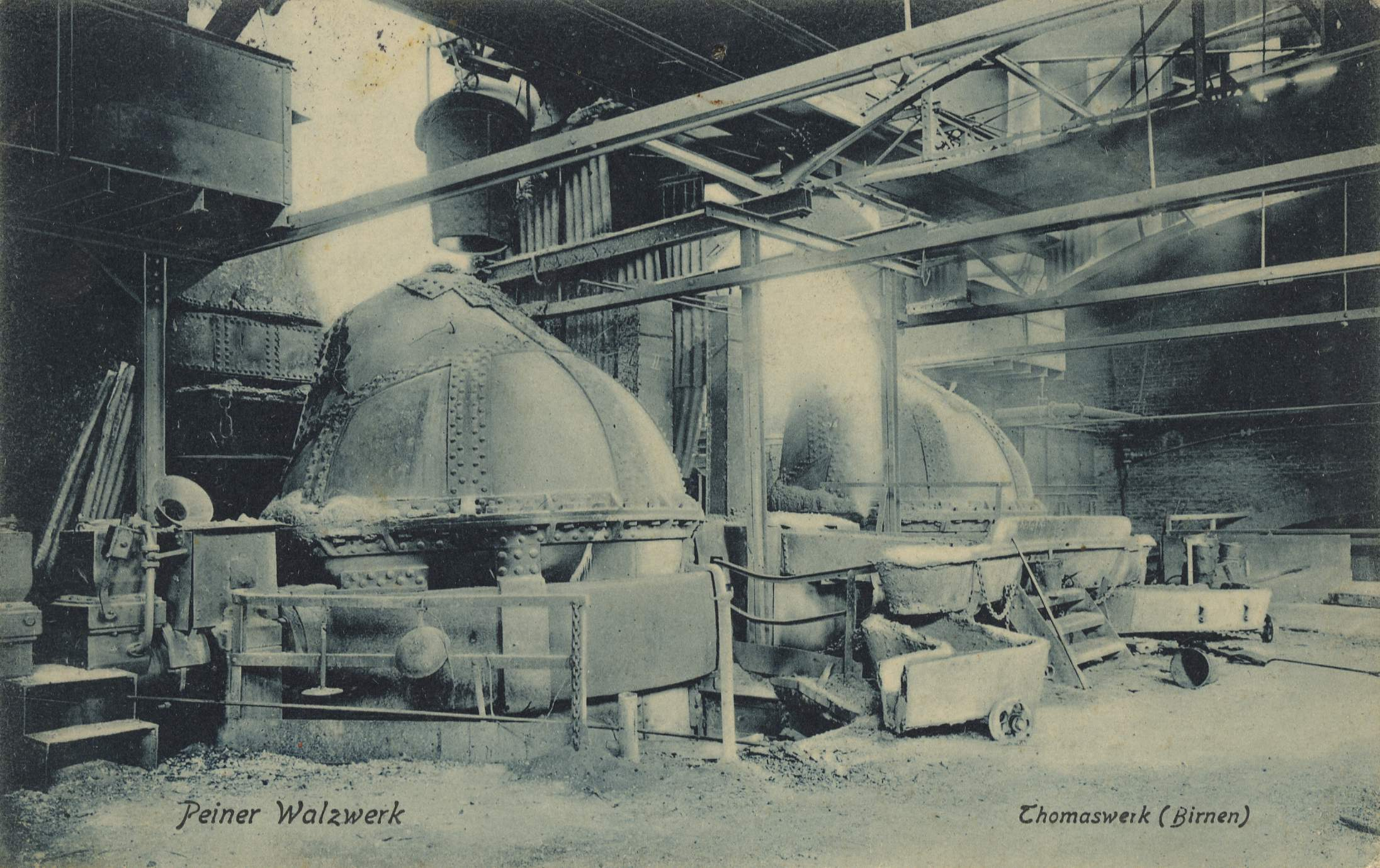
Convertidores Thomas en plena transformación del arrabio en acero (Alemania, 1911)

Un convertidor es un horno que sirve como reactor químico para la operación del afinado de un metal en estado de fusión.
Consiste esencialmente en un horno revestido interiormente de un material refractario, que contiene un baño de metal fundido en el que se insufla mediante toberas aire o un gas enriquecido que estimula una reacción exotérmica. Sus formas y dimensiones son variables, pero entre las configuraciones más comunes se puede mencionar los convertidores verticales y los horizontales. En ambos casos, el equipo tiene forma cilíndrica o similar, con una abertura en su parte superior (boca), y es capaz de realizar un movimiento basculante (inclinación o rotación según cada caso), esencial tanto para recibir los diferentes materiales con los que se alimenta, como para descargar el metal ya procesado.
La conversión puede realizarse por oxidación selectiva de uno o varios componentes del baño fundido, al introducir gas (con frecuencia aire o una mezcla enriquecida del mismo) ya sea a través de una serie de aberturas en su coraza llamadas toberas o por medio de un tubo que se introduce desde su boca hasta el baño fundido, llamado lanza. De esta forma, los elementos indeseables e impurezas son eliminados ya sea por su incorporación en la escoria o por volatilización y/o arrastre en los gases de salida.

## Historia

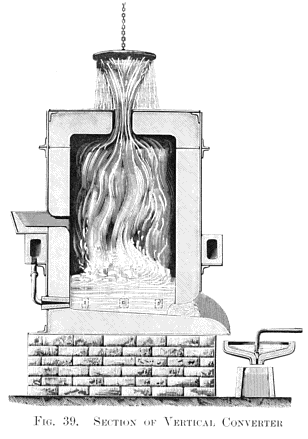
El primer prototipo de convertidor de Bessemer. Aunque todavía no tiene su característica forma de retorta, este tipo de convertidor vertical fue explotado industrialmente en Suecia a mediados del siglo XIX

El convertidor Bessemer, inventado en la década de 1850, fue el primer horno diseñado para activar las reacciones químicas y termodinámicas que implica la transformación en acero del arrabio en estado líquido. Hasta entonces, el afinado se realizaba en estado sólido (como en el proceso de pudelación, o en la fabricación del acero natural), pero el horno-reactor inventado por Henry Bessemer era tan diferente a los procesos conocidos hasta aquel momento, que apareció un nuevo término para designarlo. Por extensión, todos los dispositivos de refinado de un metal fundido derivados del mismo también reciben el nombre de convertidores. Los dispositivos de refinación como el horno de solera están basados en un principio muy diferente, pero como su función es idéntica, tomaron el mismo nombre.
Hay dos tipos principales de convertidores:
- Convertidores tipo Bessemer: son recipientes de acero con forma de retorta, revestidos interiormente de material refractario y equipados con un sistema de soplado que inyecta aire, oxígeno u otro gas a presión por debajo de un metal en estado de fusión. El proceso fue inventado por Henry Bessemer en 1855 para transformar arrabio en acero. Sidney Thomas lo modernizó en 1877, haciéndolo capaz de refinar hierro fundido a partir de minerales de hierro con gran cantidad de fósforo. El convertidor es capaz de bascular para facilitar la carga del metal en bruto y la extracción del metal afinado, pero permanece vertical mientras se consumen las impurezas en su interior, un proceso altamente exotérmico y muy rápido. Esto hace que no se pueda controlar con demasiada precisión la composición del metal obtenido.

- Convertidores tipo Martin-Siemens: son hornos de rebervero, cuyo rendimiento termodinámico se optimiza mediante la recirculación de los gases generados en el proceso de afinado del arrabio. El diseño ideado por el alemán naturalizado británico Carl Wilhelm Siemens en 1857 fue perfeccionado por el industrial francés Pierre-Émile Martin en 1865. El horno es una construcción realizada a base de ladrillos refractarios con distintas recámaras y equipos de recirculación de gases, en el que las reacciones químicas que se generan en los metales tratados se producen gradualmente, y requieren la aportación de calor procedente de algún combustible. La lentitud del proceso permite controlar con precisión la composición del metal producido, lo que repercute en su mayor calidad.

|  |  |  |  |  |

## Evolución

Participación de los diferentes procesos de producción en la producción mundial de acero (excluido el acero inoxidable)

### Industria siderúrgica
Estas dos tecnologías coexistieron hasta la llegada de los convertidores que funcionan con oxígeno puro, que son una mejora de los convertidores de Bessemer y Thomas. En cuanto al horno Martin-Siemens, cuya versatilidad le permite afinar fundición de hierro además de reciclar chatarra, ha sido sustituido por los hornos de arco eléctrico, destinados exclusivamente al reciclaje de chatarra. Actualmente hay:
- Convertidores de soplado de fondo, que utilizan toberas metálicas enfriadas por el craqueo de los hidrocarburos. Este proceso, eficaz pero muy difícil de dominar, se está eliminando.
- Convertidores de soplado lateral, como el convertidor Kaldo, donde la mezcla del acero líquido está asegurada por la rotación de un tambor, similar al movimiento de una hormigonera. Esta solución ha dejado de usarse por razones económicas, siendo prohibitivo el coste de renovación de los refractarios, sometidos a repetidos choques térmicos.
- Convertidores con soplado desde arriba, por medio de una lanza. Todos estos convertidores están inspirados en el tipo LD (Linz-Donawitz), desarrollado en 1952 por Voestalpine. La mezcla del metal líquido está asegurada por la propia reacción química.
- Tipo AOD ("Argon Oxygen Decarburization"; descarburizado con argón y oxígeno) que es una variante del tipo LD, destinado a la producción de aceros inoxidables. En este convertidor, el oxígeno se diluye en argón en proporciones variables.

|  |  |  |  |  |

| \| Cantidades de materias primas (en kg) consumidas por tonelada de acero producido \| Cantidades de materias primas (en kg) consumidas por tonelada de acero producido \| Cantidades de materias primas (en kg) consumidas por tonelada de acero producido \| Cantidades de materias primas (en kg) consumidas por tonelada de acero producido \| Cantidades de materias primas (en kg) consumidas por tonelada de acero producido \| Cantidades de materias primas (en kg) consumidas por tonelada de acero producido \| Cantidades de materias primas (en kg) consumidas por tonelada de acero producido \| Cantidades de materias primas (en kg) consumidas por tonelada de acero producido \| Energía y aporte de O2 \| Energía y aporte de O2 \| \| Proceso \| Proceso \| Arrabio \| Arrabio \| Chatarra \| Chatarra \| Adiciones diversas (escoria y metal) \| Material necesario (kg/tm) \| Combustible (MJ/t) \| Oxígeno (m³/t) \| \| Proceso \| Proceso \| Líquido \| Sólido \| Acero \| Fundición moldeada \| Adiciones diversas (escoria y metal) \| Material necesario (kg/tm) \| Combustible (MJ/t) \| Oxígeno (m³/t) \| \| -------------------------------------------------------------------------------- \| -------------------------------------------------------------------------------- \| -------------------------------------------------------------------------------- \| -------------------------------------------------------------------------------- \| -------------------------------------------------------------------------------- \| -------------------------------------------------------------------------------- \| -------------------------------------------------------------------------------- \| -------------------------------------------------------------------------------- \| ---------------------- \| ---------------------- \| \| Convertidor Martin-Siemens \| Ácido \| \| 182 \| 848 \| 47 \| 85 \| 1162 \| 6200 \| \| \| Convertidor Martin-Siemens \| Básico \| 493 \| 93 \| 492 \| 32 \| 185 \| 1299 \| 4280 \| \| \| Convertidores al oxígeno \| Kaldo \| 583 \| 11 \| 425 \| 137 \| 127 \| 1283 \| \| 65 \| \| Convertidores al oxígeno \| LD \| 838 \| 12 \| 282 \| 4 \| 316 \| 1252 \| \| 57 \| \| Convertidores al oxígeno \| Rotor \| 840 \| 160 (mineral de hierro) \| 160 (mineral de hierro) \| 160 (mineral de hierro) \| NC* \| NC \| \| 72,5 \| \| Horno de arco eléctrico \| Horno de arco eléctrico \| 19 \| 32 \| 1002 \| 23 \| 105 \| 1181 \| 1283 (485 kWh) \| 4 \|NC: No comunicado |                                                                                  |                                                                                  |                                                                                  |                                                                                  |                                                                                  |                                                                                  |                                                                                  |                        |                        |
| Cantidades de materias primas (en kg) consumidas por tonelada de acero producido | Cantidades de materias primas (en kg) consumidas por tonelada de acero producido | Cantidades de materias primas (en kg) consumidas por tonelada de acero producido | Cantidades de materias primas (en kg) consumidas por tonelada de acero producido | Cantidades de materias primas (en kg) consumidas por tonelada de acero producido | Cantidades de materias primas (en kg) consumidas por tonelada de acero producido | Cantidades de materias primas (en kg) consumidas por tonelada de acero producido | Cantidades de materias primas (en kg) consumidas por tonelada de acero producido | Energía y aporte de O2 | Energía y aporte de O2 |
| Proceso | Proceso                                                                          | Arrabio                                                                          | Arrabio                                                                          | Chatarra                                                                         | Chatarra                                                                         | Adiciones diversas (escoria y metal)                                             | Material necesario (kg/tm)                                                       | Combustible (MJ/t)     | Oxígeno (m³/t)         |
| Proceso | Proceso                                                                          | Líquido                                                                          | Sólido                                                                           | Acero                                                                            | Fundición moldeada                                                               | Adiciones diversas (escoria y metal)                                             | Material necesario (kg/tm)                                                       | Combustible (MJ/t)     | Oxígeno (m³/t)         |
| Convertidor Martin-Siemens | Ácido                                                                            |                                                                                  | 182                                                                              | 848                                                                              | 47                                                                               | 85                                                                               | 1162                                                                             | 6200                   |                        |
| Convertidor Martin-Siemens | Básico                                                                           | 493                                                                              | 93                                                                               | 492                                                                              | 32                                                                               | 185                                                                              | 1299                                                                             | 4280                   |                        |
| Convertidores al oxígeno | Kaldo                                                                            | 583                                                                              | 11                                                                               | 425                                                                              | 137                                                                              | 127                                                                              | 1283                                                                             |                        | 65                     |
| Convertidores al oxígeno | LD                                                                               | 838                                                                              | 12                                                                               | 282                                                                              | 4                                                                                | 316                                                                              | 1252                                                                             |                        | 57                     |
| Convertidores al oxígeno | Rotor                                                                            | 840                                                                              | 160 (mineral de hierro)                                                          | 160 (mineral de hierro)                                                          | 160 (mineral de hierro)                                                          | NC*                                                                              | NC                                                                               |                        | 72,5                   |
| Horno de arco eléctrico | Horno de arco eléctrico                                                          | 19                                                                               | 32                                                                               | 1002                                                                             | 23                                                                               | 105                                                                              | 1181                                                                             | 1283 (485 kWh)         | 4                      |

### Metalurgia extractiva de metales no ferrosos

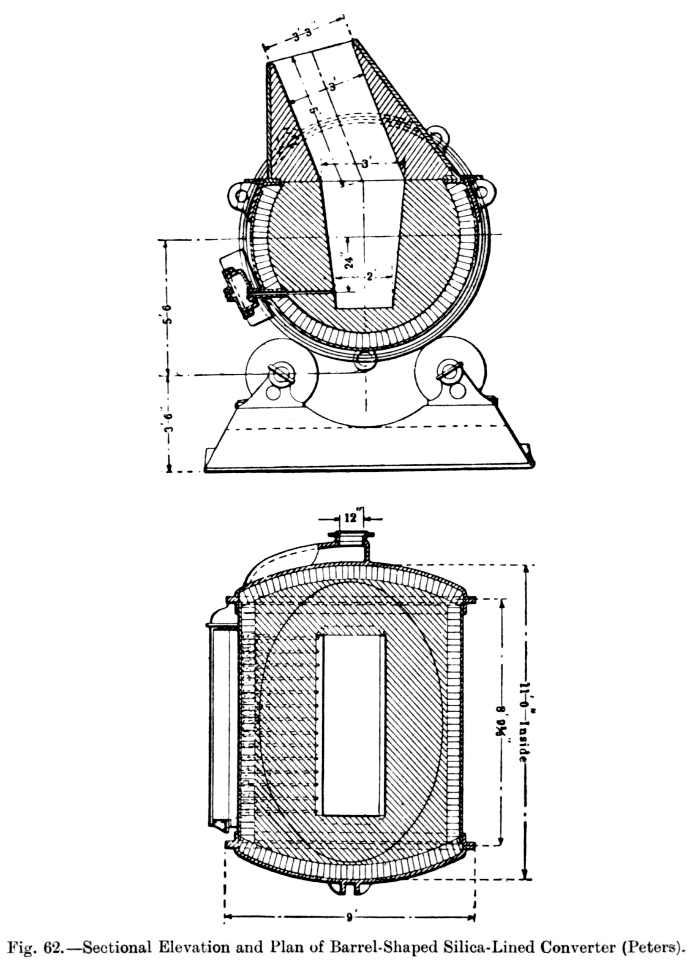
Principio del conversor Manhès-David horizontal (1912)

El convertidor Manhès-David, fue desarrollado en la década de 1870 por el industrial francés Pierre Manhès y su ingeniero Paul David, para refinar las matas de cobre. 
Inspirado en el convertidor Bessemer, consiste en la utilización de un convertidor de este tipo para oxidar con aire los elementos químicos indeseables (esencialmente hierro y azufre) contenidos en la mata con el fin de refinarla para obtener cobre puro. La adaptación más notable del convertidor consiste en su configuración con forma de cilindro horizontal equipado con boquillas laterales.
En 1905, los estadounidenses William H. Peirce y Elias Anton Cappelen Smith aumentaron significativamente su rendimiento al modificar su revestimiento refractario. Al inicio del siglo XXI los convertidores Peirce-Smith intervienen en el 90% de la metalurgia del cobre, y en el 60% de la extracción de níquel.
Cuando se utiliza el convertidor Peirce-Smith, se alimenta con la masa fundida (sulfuros de cobre y hierro) proveniente de otros equipos de fundición. En una primera etapa se añaden algunos materiales fundentes, tales como sílice o a veces cal, con el fin de hacer que el hierro pase a formar parte de la escoria, y se inyecta aire para convertir el sulfuro en dióxido de azufre gaseoso. Una vez que el hierro y otras impurezas se integran en la escoria, en la segunda etapa se continúa inyectando aire para eliminar completamente el azufre también en forma de dióxido (gas), dejando al cobre ya en su forma metálica, comúnmente llamado "cobre blister" (de 98 a 99% de Cu), que puede ser refinado posteriormente.